# 裴詢
裴询（478年—528年），字敬叔，河东郡闻喜人。裴骏的孙子，裴修的儿子，中国南北朝北魏大臣。
裴询仪貌俊美，多艺多能，精通音律博弈。起家为奉朝请，太尉集曹参军，转任长流尚书起部郎中、平昌郡太守。当时太原长公主寡居，裴询与其私通，魏孝明帝令其婚配。特任散骑常侍。有司令他为本邑中正。族叔裴昞求任中正官，裴询把中正给裴昞，被士人称道。之后监起居事，转任秘书监。出任平南将军、郢州刺史。裴询看到凡司戍主蛮族酋长田朴特居住在要险之地，部众超过数万，足以捍边，于是表田朴特为西郢州刺史。被朝议允许。梁武帝萧衍派将领李国兴北伐，乘胜遂向郢州城。裴询固守百日，援军既至，梁军退走。朝廷加裴询散骑常侍、安南将军。田朴特自从李国兴来犯，便与裴询成掎角之势，为表里声援，保卫郢州，田朴特很有功劳。征入朝廷为七兵尚书，至洛阳後，转任豫州刺史。进号抚军将军，加散骑常侍。未到豫州，还任为七兵尚书，散骑常侍如故。武泰元年（528年），裴询以本官兼侍中，为关右大使，赏擢慕义之徒。未及出发，尔朱荣入洛阳。裴询於“河阴之变”遇害，卒年五十一岁。赠侍中、车骑大将军、司空公、雍州刺史，谥贞烈。无子嗣。